# Lady Blue
«Lady blue» es una canción compuesta e interpretada por el cantautor español Enrique Bunbury incluida en su tercer disco como solista titulado Flamingos, que también fue lanzada como el sencillo principal por su discográfica EMI España en el año 2002.

## Antecedentes y signficado
Fue escrita por Bunbury y la letra transmite sensación de melancolía y soledad, aparte a cómo todo lo que construyó una pareja se acabó y ahora se enfrentan al vacío del espacio por su cuenta.

## Vídeo musical
Fue dirigido por Jorge Ortiz de Landázuri (hermano de Enrique) y muestra a una pareja estando en un escenario espacial vistiendo con trajes y montados en paisajes universales.

## Posición en listas

### Recepción

#### Comercial
La canción debutó en el puesto 29 de Los 40 Principales en la semana del 20 al 26 de febrero del 2002 llegando al puesto 21 como el más alto en la semana del 27 de marzo al 4 de abril de 2002 y se mantuvo en el conteo por siete semanas. En México apareció en los listados de Airplay y Pop Español Airplay del Billboard, ambos en el puesto 9 y 14 respectivamente. En el conteo de Pop Español Airplay se mantuvo cuarenta y dos semanas.

### Posición en listas
| Lista                                | Posición |  |
| ------------------------------------ | -------- |  |
| España Top 100                       | 16       |  |
| España Los 40 principales            | 29       |  |
| México Billboard Airplay             | 9        |  |
| México Billboard Pop Español Airplay | 14       |  |